# چارلی و کارخانه شکلات‌سازی (رمان)
چارلی و کارخانه شکلات‌سازی (انگلیسی: Charlie and the Chocolate Factory) یک کتاب از رولد دال است که توسط انتشارات کتاب‌های پنگوئن منتشر شد. از روی آن فیلم های ویلی وانکا و کارخانه شکلات‌سازی محصول ۱۹۷۱ به کارگردانی مل استوارت ،چارلی و کارخانه شکلات‌سازی محصول ۲۰۰۵ به کارگردانی تیم برتون و همچنین فیلم وانکا ۲۰۲۳ با بازی تیموتی شالامی ساخته شده است.

## داستان
ویلی وانکا مالک کارخانهٔ شکلات‌سازی مشهور است که بعد ازاینکه جاسوس‌هایی اسرار مربوط به کارخانه‌اش را دزدیدند، همهٔ کارمندانش از جمله پدربزرگ چارلی را اخراج می‌کند و به هیچ‌کس دیگر اجازه ورود به کارخانه را نمی‌دهد.
یک روز ویلی وانکا به همهٔ دنیا اعلام می‌کند که ۵ بلیط طلایی را داخل ۵ بسته شکلات وانکا قرارداده‌است و کسانی که بلیط‌ها را پیدا کنند برنده بازدید از کارخانه می‌شوند و یکی از بازدید کننده‌ها در آخر برندهٔ جایزه استثنایی می‌شود. چارلی (پسر خانواده‌ای فقیر) و ۴ بچهٔ دیگر برندهٔ بازدید می‌شوند. در حین بازدید ویلی وانکا هر کدام از بچه‌های بد را با چیزی مربوط به نقطه ضعف شخصیتشان وسوسه به زیر پا گذاشتن دستوراتش می‌کند و همه به جز چارلی از دور خارج می‌شوند.
ویلی وانکا که هدفش از اول انتخاب بهترین بچه به عنوان وارث کارخانه‌است از چارلی می‌خواهد تا برای زندگی و کار به کارخانه بیاید. تنها شرط این است که چارلی باید خانواده‌اش را ترک کند چون وانکا معتقد است که خانواده مانع آزادی خلاقیت یک شکلات‌ساز است. این طرز فکر او به زمان کودکیش برمی‌گردد که پدرش که دندانپزشک است به او اجازه خوردن شکلات را نمی‌داد چون می‌ترسید که دندان‌های پسرش خراب شوند. وانکا بعد از اینکه مخفیانه شکلات می‌خورد از خانه فرار می‌کند تا به دنبال رویایش برود.
چارلی حاضر به ترک خانواده‌اش نمی‌شود و پیشنهاد ویلی وانکا را رد می‌کند و می‌گوید که کارخانه و همه شکلات‌های دنیا را با خانواده‌اش عوض نمی‌کند. بعد از مدتی ویلی وانکا که افسرده شده دوباره به سراغ چارلی می‌رود. چارلی به او کمک می‌کند تا رابطه‌اش با پدرش خوب شود. ویلی وانکا به چارلی اجازه می‌دهد خانواده‌اش را به کارخانه بیاورد و بعد از آن همه با هم به خوبی و خوشی زندگی می‌کنند.